# Sparkasse Rottal-Inn
Die Sparkasse Rottal-Inn ist eine öffentlich-rechtliche Sparkasse mit Sitz in Eggenfelden in Bayern. Ihr Geschäftsgebiet ist neben dem Landkreis Rottal-Inn das Gebiet der Marktgemeinde Simbach im Kreis Dingolfing-Landau. Hauptgeschäftsstellen bestehen neben der Zentrale in Eggenfelden noch in Arnstorf, Pfarrkirchen und Simbach am Inn.

## Organisationsstruktur
Die Sparkasse Rottal-Inn ist eine Anstalt des öffentlichen Rechts. Rechtsgrundlagen sind das Sparkassengesetz für Bayern und die durch den Verwaltungsrat der Sparkasse erlassene Satzung. Organe der Sparkasse sind der Vorstand und der Verwaltungsrat.

## Geschäftsausrichtung
Die Sparkasse Rottal-Inn wies im Geschäftsjahr 2023 eine Bilanzsumme von 2,779 Mrd. Euro aus und verfügte über Kundeneinlagen von 2,045 Mrd. Euro. Gemäß der Sparkassenrangliste 2023 liegt sie nach Bilanzsumme auf Rang 175. Sie unterhält 30 Filialen/Selbstbedienungsstandorte und beschäftigt 387 Mitarbeiter.

## Geschichte
Aufgrund einer Rede König Ludwigs I. am 19. Oktober 1832 und einer Aufforderung der Regierung des Unterdonaukreises in Passau im Januar 1837 traf sich am 10. Juni 1837 der Ausschuss des Distrikts-Armenpflegschaftsrats mit einigen Eggenfeldener Bürgern und Handelsleuten zur Gründung der Spar-Casse-Anstalt im königlichen Landgerichtsbezirk Eggenfelden. Die Regierungsentschließung zur Eröffnung einer Sparkassen-Anstalt in Eggenfelden erhielt das Landgericht zehn Tage nach der konstituierenden Sitzung. Nachdem der Aufsichtsrat gewählt und die endgültigen Statuten der Sparkasse feststanden, konnte am 12. Juli 1837 die Sparkasse in Eggenfelden eröffnet werden. Erster Kassier wurde Karl Pollinger. Am 1. August 1837 konnte die erste Spareinlage verzeichnet werden.
Am 1. Oktober 1845 wurde die Sparkasse-Anstalt im königlichen Landgerichtsbezirk Pfarrkirchen und am 18. Juli 1868 die Sparcassa in Simbach am Inn gegründet.
1951 fusionierte auf Vorschlag des Bayerischen Sparkassen- und Giroverbandes die Kreissparkasse Simbach am Inn mit der Kreis- und Stadtsparkasse Pfarrkirchen. Die neue Sparkasse bekam die Bezeichnung Kreis- und Stadtsparkasse Pfarrkirchen – Simbach am Inn mit dem Sitz in Pfarrkirchen.
Am 1. Juli 1972 kam es zur Kreisgebietsreform und der Landkreis Rottal-Inn entstand. Aus diesem Grund äußerte die Regierung von Niederbayern den dringenden Wunsch, dass sich die Sparkassen, deren Geschäftsbereiche von der Gebietsreform betroffen waren, zusammenschließen sollten. Zwei Jahre dauerte es, bis am 1. Mai 1974 die Vereinigung der Sparkasse Eggenfelden mit der Sparkasse Pfarrkirchen/Simbach am Inn verwirklicht war und die heutige Sparkasse Rottal-Inn entstand.

## Gesellschaftliches Engagement
Die Sparkasse Rottal-Inn übernimmt gesellschaftliche Verantwortung für die Region. Die Zuwendungen der Sparkasse Rottal-Inn für gemeinnützige und soziale Zwecke betrugen im Jahre 2016 rund 413.000 €. Der Betrag enthält auch Zuwendungen aus der 2009 gegründeten Stiftung der Sparkasse Rottal-Inn. Das ursprüngliche Stiftungskapital von 1 Million Euro hat die Sparkasse inzwischen auf 2 Millionen Euro aufgestockt.

## Sparkassen-Finanzgruppe
Die Sparkasse Rottal-Inn ist Teil der Sparkassen-Finanzgruppe. Sie vertreibt daher Bausparverträge der LBS, offene Investmentfonds der Deka und vermittelt Versicherungen der Versicherungskammer Bayern. Zuständige Landesbank ist die BayernLB. Die Bank fungiert unter anderem als Verrechnungsstelle für den bargeldlosen Zahlungsverkehr.

## Kritik
Laut einem Spiegel-Online-Bericht aus dem November 2017 gilt die Sparkasse Rottal-Inn als Kapitalgeber der Familie Bahe, die in Berlin Immobilien kauft, mit dem Ziel, aktuelle Mieter zum Auszug zu bewegen und die freien Wohnungen auf dem florierenden Berliner Immobilienmarkt mit großem Gewinn zu verkaufen.